# Emile Duson
Emile Paul Joseph Duson (Semarang, 1º dicembre 1904 – 15 marzo 1942) è stato un hockeista su prato olandese.
È stato ucciso sull'isola di Sumatra durante la seconda guerra mondiale.

## Palmarès

### Olimpiadi
- 1 medaglia:
  - 1 argento (Amsterdam 1928)